# Andrew Wilson
Andrew Cunningham Wilson (Dallas, Texas, 22 de Agosto de 1964) é um ator estadunidense. É irmão mais velho dos atores Owen Wilson e Luke Wilson.

## Filmografia parcial
| Ano  | Título                          | Personagem                     | Notas                     |
| ---- | ------------------------------- | ------------------------------ | ------------------------- |
| 1993 | Das letzte U-Boot               | Grant                          | TV                        |
| 1995 | House of Pain                   | Unknown role                   |                           |
| 1996 | Bottle Rocket                   | John Mapplethorpe / Future Man | Também produtor associado |
| 1996 | Trois vies & une seule mort     |                                |                           |
| 1998 | Rushmore                        | Coach Beck                     |                           |
| 1999 | Merlin: The Return              | Arthur's Knight 2              |                           |
| 1999 | Chicks                          | Eddie                          | TV                        |
| 1999 | Never Been Kissed               | School Guard                   |                           |
| 2000 | Preston Tylk                    | Police Officer                 |                           |
| 2000 | Hijack Stories                  | Medic                          |                           |
| 2000 | Charlie's Angels                | Corwin's Driver                |                           |
| 2001 | Zoolander                       | Hansel's Corner Guy            |                           |
| 2001 | The Royal Tenenbaums            | Farmer Father/Tex Hayward      |                           |
| 2002 | Showtime                        | Locker Room Cop# 1             |                           |
| 2002 | Serving Sara                    | Mr. Andrews                    |                           |
| 2003 | Charlie's Angels: Full Throttle | Cop                            |                           |
| 2004 | The Big Bounce                  | Ned Coleman                    |                           |
| 2005 | The Wendell Baker Story         | -                              | Diretor                   |
| 2005 | Fever Pitch                     | Grant Wade                     |                           |
| 2006 | Church Ball                     | Dennis Buckstead               |                           |
| 2006 | Idiocracy                       | Beef Supreme                   |                           |
| 2008 | Calvin Marshall                 | Ernie                          |                           |
| 2009 | Whip It!                        | Razor                          |                           |
| 2009 | High School                     | Hippie Dude                    |                           |
| 2010 | How Do You Know                 | Matty's Teammate               |                           |
| 2011 | Hall Pass                       | Larry Bohac                    |                           |
| 2011 | The Big Year                    | Mike Shin                      |                           |
| 2012 | Druid Peak                      | Everett                        |                           |
| 2017 | Time Trap                       | Hopper                         |                           |